# Blandfordia nobilis
Blandfordia nobilis là một loài thực vật có hoa trong họ Blandfordiaceae. Loài này được Sm. mô tả khoa học đầu tiên năm 1804.

## Hình ảnh

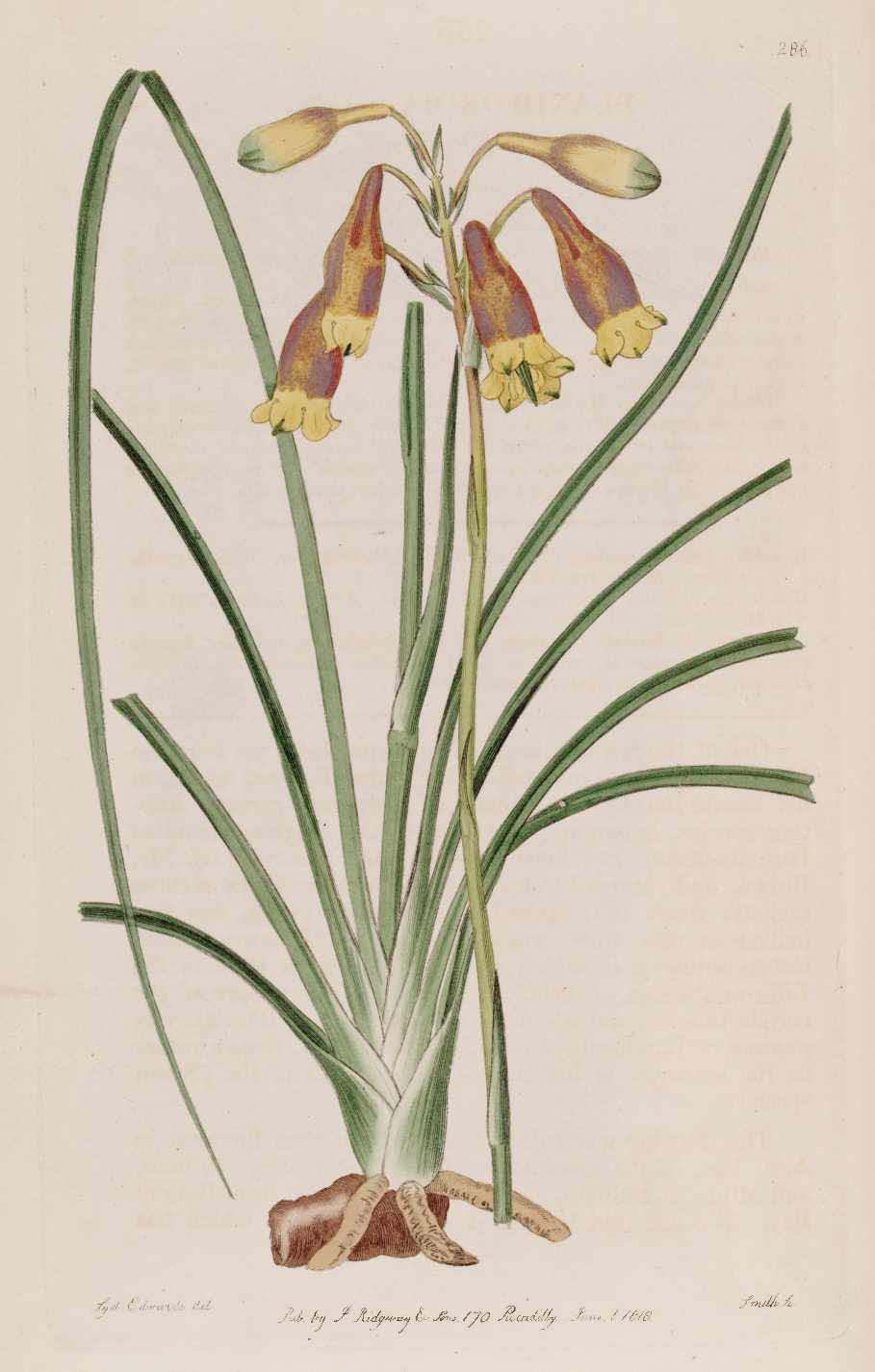
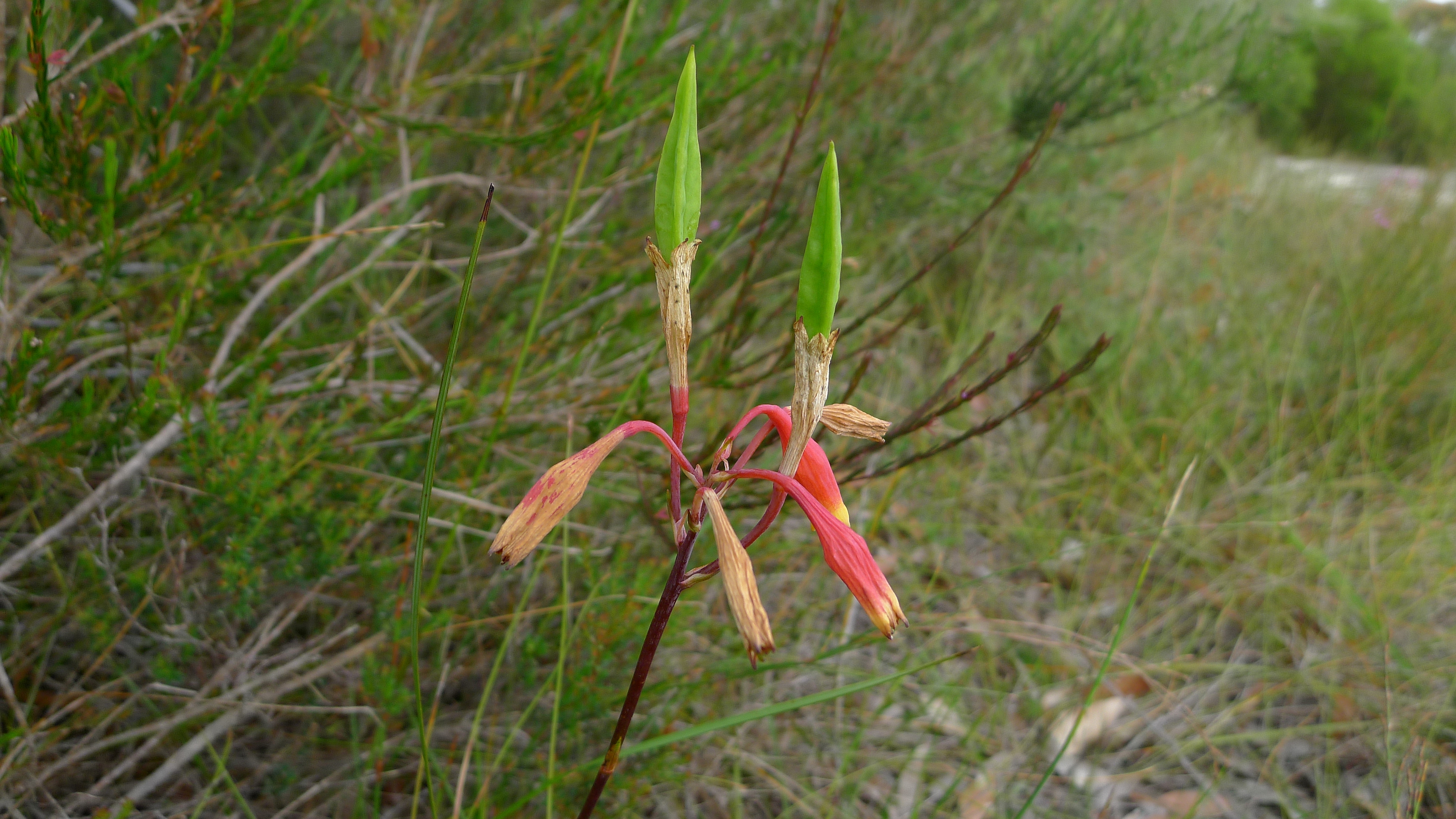
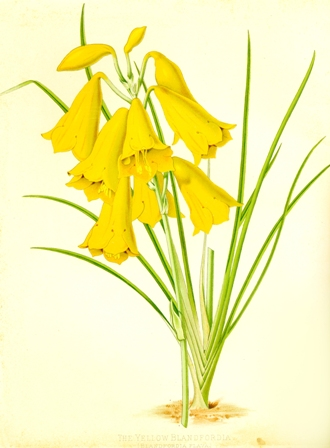
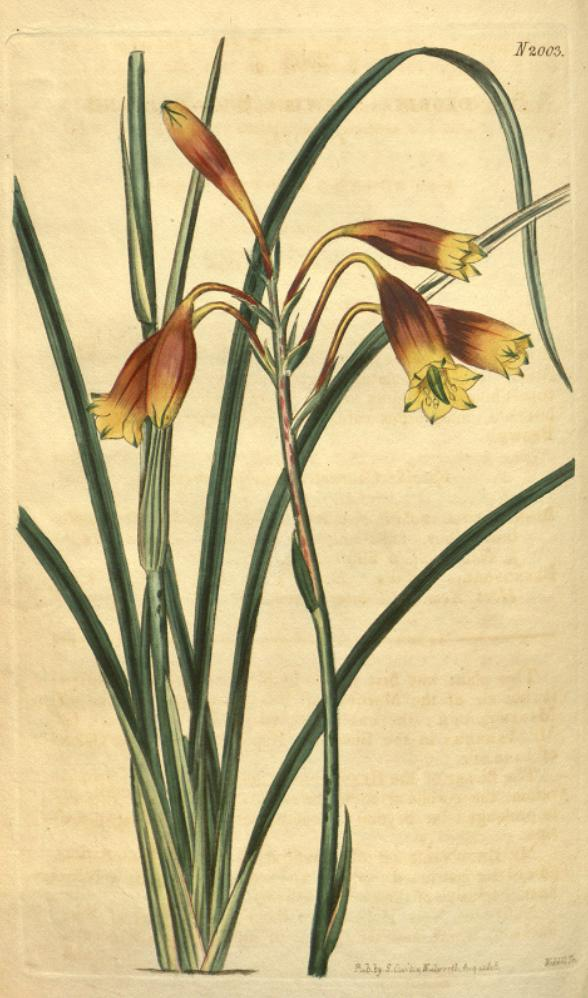